# Vrína
Vrína är en ort i Grekland.   Den ligger i prefekturen Nomós Ileías och regionen Västra Grekland, i den södra delen av landet, 190 km väster om huvudstaden Aten. Vrína ligger 201 meter över havet och antalet invånare är 860.
Terrängen runt Vrína är kuperad åt sydost, men åt nordväst är den platt. Runt Vrína är det ganska tätbefolkat, med 72 invånare per kvadratkilometer. Närmaste större samhälle är Zacháro, 9,6 km söder om Vrína. == Kommentarer ==
1. ↑  Framräknat ur variansen i alla höjduppgifter (DEM 3") från Viewfinder Panoramas, inom 10 km radie.[2] Mer om algoritmen finns här: Användare:Lsjbot/Algoritmer.